# Slah Msadek
Slah Msadek (arabe : صلاح مصدق), né en 1958 à La Goulette, est un acteur tunisien.

## Filmographie

### Cinéma

#### Longs métrages
- 1990 : Halfaouine, l'enfant des terrasses de Férid Boughedir : le boucher et l'ogre
- 2000 : Demain, je brûle de Mohamed Ben Smaïl (ar) : Hédi
- 2005 : Junun de Jalila Baccar et Fadhel Jaïbi
- 2006 : Abderrahman Ibn Khaldoun de Habib Mselmani
- 2010 : Les Palmiers blessés d'Abdellatif Ben Ammar
- 2014 : El Ziara, la lune noire de Nawfel Saheb-Ettaba
- 2015 :
  - Conflit de Moncef Barbouch
  - Narcisse de Sonia Chamkhi
- 2016 : Woh ! d'Ismahane Lahmar
- 2019 : Un fils de Mehdi Barsaoui

#### Courts métrages
- 2005 : Normal (Nesma wa Rih) de Lassaad Dkhili
- 2008 :
  - Le Projet de Mohamed Ali Nahdi : le père du bricoleur
  - Lazhar de Bahri Ben Yahmed

### Télévision

#### Séries
- 1992 : Liyam Kif Errih de Slaheddine Essid
- 1994 : Ghada de Mohamed Hadj Slimane
- 1996-1997 : El Khottab Al Bab de Slaheddine Essid, Ali Louati et Moncef Baldi : Salih
- 1998 :  Îchqa wa Hkayet de Slaheddine Essid
- 1999 : Anbar Ellil de Habib Mselmani
- 2000 : Mnamet Aroussia de Slaheddine Essid : Jalloul
- 2001 :
  - Dhafayer de Habib Mselmani
  - Ryhana de Hamadi Arafa
- 2002 :
  - Gamret Sidi Mahrous de Slaheddine Essid : Mustapha
  - Itr Al Ghadhab de Habib Mselmani : Mahmoud Hrairi
- 2003 : Ikhwa wa Zaman de Hamadi Arafa : Moncef
- 2004 : Loutil de Slaheddine Essid : Chef
- 2005 et 2008 : Choufli Hal de Slaheddine Essid : M. Sobhi (patient de Slimane Labiedh ; invité d'honneur des épisodes 10 et 12 des saisons 2 et 4)
- 2007 :
  - Kamanjet Sallema de Hamadi Arafa et Ali Louati : Mongi
  - Layali el bidh de Habib Mselmani : Hédi
- 2008-2012 : Maktoub de Sami Fehri : Naceur
- 2010 :
  - Garage Lekrik de Ridha Béhi : Jilani alias l'Allemand
  - Casting de Sami Fehri et Rafika Boujday
- 2011 : Salah
  - L'Infiltré de Giacomo Battiato : Abou Iyad
  - Tawla w Kressi de Ridha Béhi
- 2012 :
  - Dar Louzir de Slaheddine Essid, Younes Ferhi et Samia Amami : Abd Sattar, gérant du café du club
  - Pour les beaux yeux de Catherine de Hamadi Arafa et Rafika Boujday : chef des espions du Rassemblement constitutionnel démocratique
  - Onkoud El Ghadahb de Naïm Ben Rhouma : Daoued
  - Dipanini de Hatem Bel Hadj
- 2013 :
  - Njoum Ellil (saison 4) de Mahdi Nasra : Slah
  - Allak Essabat de Ghazi Zaghbani : Sadok (père de Hela et Chahnaz)
  - Awled Lebled de Slim Ben Hafsa (pilote)
- 2013-2014 : Caméra Café d'Ibrahim Letaïef : Si Abdejlil
- 2014 : Ikawi Saadek d'Oussama Abdelkader et Amir Majouli : Oncle Slah
- 2015 : Ambulance de Lassad Oueslati (invité d'honneur de l'épisode 2) : chef du commissariat Khaled Barbouch
- 2015-2017 : Awled Moufida (saison 3) de Sami Fehri : Raouf
- 2016 :
  - Madrasat Al Rassoul d'Anouar Ayachi : invité d'honneur
  - Embouteillage de Walid Tayaa : invité d'honneur
  - Bolice 2.0 de Majdi Smiri et Jamil Najjar
  - Warda w Kteb d'Ahmed Rjeb (invité d'honneur) : Ferjani
- 2017 :
  - Flashback (saison 2) de Mourad Bechick
  - Nsibti Laaziza (invité d'honneur des épisodes 1, 9 et 10 de la saison 7) de Slaheddine Essid et Younes Ferhi : Professeur Zahreddine Wali
  - Lemnara d'Atef Ben Hassine
  - "Dawama" de Naïm Ben Rhouma, Mohamed Ali Mihoub et Abdelmonem Hwass : Habib Ghazouani
- 2018 :
  - Lavage de Saif Dhrif : Abdeljabbar
  - Ali Chouerreb de Rabii Tekali et Madih Belaïd : Monsieur Taieb
  - Markez 52 de Simo Sidrati : directeur
- 2019 :
  - Sohba Ghir Darjine 2.0 (saison 2)
  - Dar Nana de Mohamed Ali Mihoub et Younes Ferhi
- 2020 : Nouba (saison 2) d'Abdelhamid Bouchnak
- 2021 : 
  - Awled El Ghoul (ar) de Mourad Ben Cheikh : Saïd, l'avocat
  - La Tah La Dazouh de Kaïs Aloui : Chouka
- 2022 : Ken Ya Makenech (saison 2) d'Abdelhamid Bouchnak : Jules César
- 2024 : Beb Rezk de Heifel Ben Youssef : Ferjani
- 2025 : Sahbek Rajel de Kaïs Chekir : Si Habib

#### Émissions
- 2015 : Boukanoun sur First TV

### Vidéos
- 2013 : spot publicitaire pour la boisson Twist de Délice Danone

## Théâtre
- 1992 : Le Cadavre encerclé, texte de Kateb Yacine et mise en scène de Réda Drira
- 1998 : Aïchou Shakespeare, mise en scène de Mohamed Driss
- 2002 : La Fuite, texte de Gao Xingjian et mise en scène de Mohamed Driss
- 2003 : Mourad III, texte de Habib Boularès et mise en scène de Mohamed Driss
- 2005 : Al Moutachaâbitoun (Les Opportunistes), texte d'Ali Louati et mise en scène de Mohamed Driss
- 2007 : Étoile d'un jour, mise en scène de Mohamed Driss, adaptation de la pièce Othello de William Shakespeare
- 2009 : Rajel ou Mraa, mise en scène de Mohamed Driss
- 2009 : La Fille du général du théâtre national, d'après Hedda Gabler de Henrik Ibsen, traduite par Mohamed Driss et mise en scène de David Gauchard
- 2009 : Oxygène, texte de Slah Msadek et Noureddine Ayari et mise en scène de Slah Msadek
- 2012 : Mémoire en retraite[1], texte et mise en scène de Meriem Bousselmi
- 2013 : Arrahib Ibn Alaghlab ou Le Terrible Ibrahim II, texte d'Abdelkader Latifi et mise en scène de Mounir Argui
- 2013 : Les Rêves de Pinocchio de Slah Msadek
- 2015 : La Vie est un songe, mise en scène de Hacen Mouadhen d'après la pièce La vie est un songe de Pedro Calderón de la Barca
- 2015 : Borj Loussif de Chedly Arfaoui, adaptation de la pièce La Chatte sur un toit brûlant de Tennessee Williams